# 로게리오 사모라
로게리오 사모라(Rogério Samora, 1958년 10월 28일 ~ 2021년 12월 15일)는 포르투갈의 배우이다.
리스본에서 태어났다.

## 영화
- 금발 소녀의 기벽 (2009년)
- 노던 랜드 (2008년)
- 나무 상자 (2006년)
- 오 파타리스타 (2005년)
- 제5제국 (2004년)
- 임모르타이스 (2003년)
- 나의 어린 시절 뽀르또 (2001년)
- 당신은 누구십니까? (2001년)
- 꿈속의 사랑 싸움 (2000년)
- 4월의 장교들 (2000년)
- 하이메 (1999년)
- 파티 (1996년)
- 카니바이슈 (1988년)
- 치명적인 사우다지 (1987년) - 아벨 역